# Nekmířský potok
Nekmířský potok je potok v okrese Plzeň-sever, pramenící poblíž osady Mostice, která náleží k obci Zahrádka. Potok se vlévá do potoka Třemošná nedaleko obce Nekmíř. Jeho tok je velmi slabý a proto zde nedochází téměř k žádnému rozvodnění.

## Obce, kterými potok protéká
- Kunějovice
- Nekmíř
- Kokořov